# Йосип Пупачич
Йосип Пупачич (хорв. Josip Pupačić; 19 сентября 1928, Слим близ Омиша — 23 мая 1971, Крк) — хорватский поэт.

## Биография
После учебы в сплитской гимназии, окончил Загребский университет. С 1959 работал ассистентом на кафедре древней хорватской литературы при философском факультете, позже читал лекции в Лионе и Лондоне, профессор хорватского языка.
Бо́льшую часть жизни провел на хорватском побережье Адриатического моря, пережил вместе с народом политические и социальные потрясения в Хорватии в конце XX-го века, что нашло отражение в его стихах.
23 мая 1971 года на подлете к аэропорту Риеки произошла авиакатастрофа: самолёт Aviogenex Туполев Ту-134А разбился из-за грубой посадки при плохих погодных условиях — Катастрофа Ту-134 в Риеке. В живых осталось всего 5 человек, 78 человек погибло. Среди погибших был известный хорватский поэт Йосип Пупачич с женой и дочерью.

## Творчество
Представитель поколения реформаторов хорватской поэзии, объединившихся вокруг журналов поэзии «Krugovi» и «Književnika».
Испытал влияние Мирослав Крлежа, Антуна Густава Матоса, Тино Уевича и др.
Поэт, который на протяжении всего своего творчества следовал хорватской литературной традиции. К концу жизни создал ряд произведений, в которых доминировали, в основном, региональные вопросы.
Представитель хорватского литературного экспрессионизма, поэзия которого наполнена синтезом современной чувствительности и традиционных поэтических форм. Многие лирические стихи поэта посвящены темам детства, описанию родной природы, экзотике средиземноморских пейзажей, как осознанию принадлежности к непрерывной цепи между предками и потомками, осознанию человека в единстве со страной, к которой он принадлежал.

## Избранные произведения
- «Kiše pjevaju na jablanima» (1955),
- «Cvijet izvan sebe» (1958),
- «Oporuka» (1965),
- «Moj križ svejedno gori» (1971),
- «Tri moja brata», о смерти трех братьев
- «Moj grob»,
- «More»,
- «Nemoze se rastati od mene».